# Ernst Stuhlinger

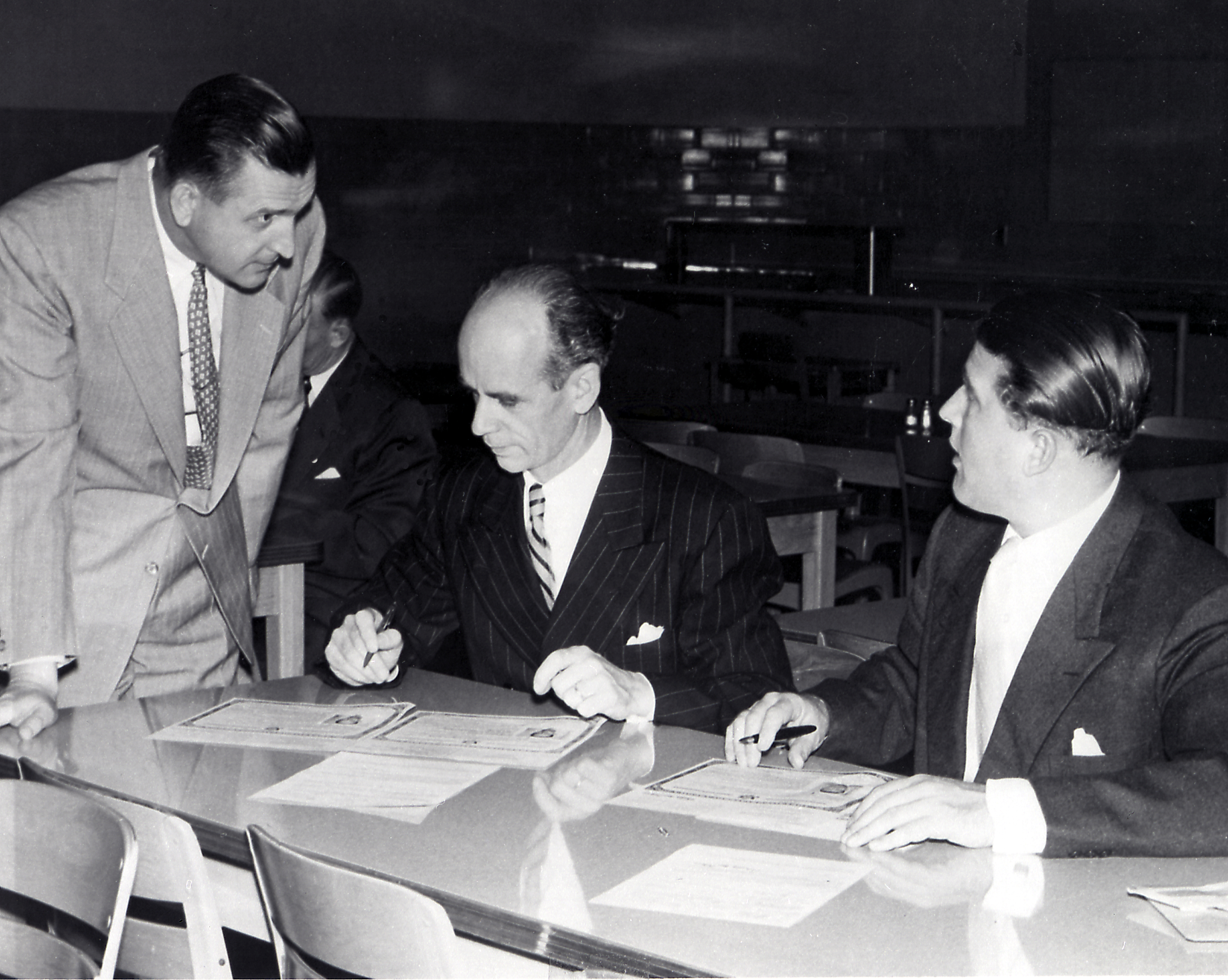
Ernst Stuhlinger (Mitte) und Wernher von Braun (rechts) unterschreiben die US-Einbürgerungszertifikate (14. April 1955)

Ernst Stuhlinger (* 19. Dezember 1913 in Niederrimbach; † 25. Mai 2008 in Huntsville, Alabama) war ein deutsch-amerikanischer Kernphysiker sowie Elektrotechnik- und Raumfahrtwissenschaftler. 1955 wurde er amerikanischer Staatsbürger. Er war unter anderem Leiter eines amerikanischen Marsprojektes.

## Leben
Ernst Stuhlinger war ein Sohn des Oberlehrers Ernst Stuhlinger. In Tübingen besuchte er die Oberrealschule, danach studierte er in Tübingen, München und Königsberg Physik, Mathematik und Zoologie. Im Jahre 1936 wurde er an der Technischen Hochschule Berlin Assistent von Hans Geiger in Physik. Stuhlinger wurde 1936 mit der 28-seitigen Dissertation Das Ionisierungsvermögen kosmischer Ultrastrahlen an der Eberhard Karls Universität Tübingen in Physik promoviert und war anschließend wissenschaftlicher Mitarbeiter an der TH Berlin. Über seine Forschung zur kosmischen Strahlung und zur Kernphysik war er ab 1939 in der deutschen Atomenergieforschung involviert. Nachdem Stuhlinger im Jahre 1941 zur Wehrmacht eingezogen wurde, erfolgte ein Jahr später seine Versetzung an die Front nach Russland, wo er Anfang 1943 den Marschbefehl erhielt, sich nach Peenemünde zu begeben, um am Raketenprogramm von Wernher von Braun mitzuarbeiten; dort wurden zu dieser Zeit qualifizierte Spezialisten gesucht. Er befasste sich dort mit der Entwicklung von Steuer- und Kontrollsystemen für die Raketen. Zu seiner Tätigkeit gefragt, sagte er später: „Wir hatten nicht das Gefühl, daß wir eine Vergeltungswaffe entwickelten… . Unser Ziel war eine leistungsstarke, steuerbare, hochpräzise Rakete“. Wie viele seiner Kollegen in der Heeresversuchsanstalt Peenemünde sagte auch Stuhlinger später, dass in den Labors und Werkstätten keine Häftlinge gearbeitet hätten. Allerdings gab es schon ab Juni 1943 ein Konzentrationslager in Peenemünde.
Als einer in einer Gruppe von 126 Wissenschaftlern übersiedelte Stuhlinger nach dem Zweiten Weltkrieg in die USA (siehe Operation Paperclip). Zunächst wurde Stuhlinger in Fort Bliss in Texas untergebracht und setzte seine Arbeit an der Raketenentwicklung für die US Army fort. 1950 wurde er mit dem Team um Wernher von Braun nach Huntsville (Alabama) versetzt. Unter der Aufsicht der US Army begannen dort die Entwicklungen der Redstone-, der Jupiter- und der Pershing-Raketen. Danach arbeitete das Team für das NASA-Raketenprogramm. Stuhlinger wurde Direktor (Associate Director for Science) des Raumforschungszentrums (Space Science Lab) des Marshall Space Flight Centers der NASA in Huntsville (Alabama) (1960–1968). Am Start des ersten amerikanischen Satelliten Explorer 1 am 31. Januar 1958 war Stuhlinger ebenso beteiligt wie am ersten bemannten amerikanischen Raumflug durch Alan Shepard am 5. Mai 1961. Bis 1975 war er beratender Forschungsdirektor.
Nach seiner Pensionierung wurde Stuhlinger Professor und leitender Forscher an der University of Alabama. Er arbeitete gleichzeitig an der Entwicklung eines elektrischen Antriebs für Automobile. In dieser Zeit verbrachte er einige Monate an den Universitäten in München und Heidelberg, um sich mit Raumsonden und deren elektrischen Antrieben zu befassen. Besonders die Entwicklung von Raumgleitern, Studien und Konzepte zu einer bemannten Marsmission beschäftigten ihn immer wieder. Stuhlinger war Leiter des amerikanischen Marsprojekt. Zu Ehren seines Lebenswerkes im Bereich der elektrischen Antriebe wurde nach ihm die höchste Auszeichnung der Electric Rocket Propulsion Society (ERPS) benannt: die Stuhlinger-Medaille (voller Name: „Ernst Stuhlinger Medal for Outstanding Achievement in Electric Propulsion“).
Nach ihm benannt ist der antarktische Stuhlinger-Piedmont-Gletscher. Seit 1983 war er korrespondierendes Mitglied der Heidelberger Akademie der Wissenschaften.

## Wissenswertes
Stuhlinger erwarb sich beim Bau von Explorer 1 den Spitznamen „Mr. Apex“, als er einen elektromechanischen Kalkulator baute, der aus verschiedenen Messsignalen die Zündung der Oberstufe der Startrakete vom Boden aus im genau richtigen Moment bestimmen sollte. Das „Apex Predictor“ genannte Gerät entstand in Stuhlingers Garage unter hohem Zeitdruck und aus relativ einfachen Bauteilen, funktionierte aber perfekt.

## Schriften (Auswahl)
- Possibilities of Electrical Space Ship Propulsion, Friedrich Hecht (Hrsg.): Bericht über den V. Internationalen Astronautischen Kongress. Österreichische Gesellschaft für Weltraumforschung, Wien, 1955.
- mit Joseph King: Concept for a Manned Mars Expedition with Electrically Propelled Vehicles, Progress in Astronautics, Vol. 9, S. 647–664, San Diego: Univelt, 1963.
- Wurde unsere Erde von fremden Astronauten besucht? In: Ernst von Khuon (Hrsg.): Waren die Götter Astronauten? Wissenschaftler diskutieren die Thesen Erich von Dänikens.   Droemer, München/Zürich 1972, ISBN 3-426-00284-1, S. 32–42.
- mit Krafft A. Ehricke, Egmont R. Koch, Hermann-Michael Hahn: Projekt Viking. Die Eroberung des Mars, Kiepenheuer & Witsch, 1982
- mit Frederick J. Ordway III: Wernher von Braun. Aufbruch in den Weltraum, Esslingen, 1992.
- Enabling Technology for Space Transportation. In: The Century of Space Science. 1, 2001, S. 73–74.
- Leland F. Belew, Ernst Stuhlinger: Skylab: A Guidebook. National Aeronautics and Space Administration, 6. August 2004, abgerufen am 5. Juli 2008.